# 式守伊之助 (初代)
初代 式守 伊之助（しょだい しきもり いのすけ、寛保3年（1743年） - 文政5年11月28日（1823年1月9日））は、大相撲の立行司。出身地は現在の静岡県賀茂郡南伊豆町。

## 人物
式守姓の元祖。元は力士であったとされる。初代伊勢ノ海の門人で明和4年（1767年）3月に式守伊之助で初登場。安永3年（1774年）10月から木村庄之助に次ぐ地位に就き門下育成にもつとめた。寛政5年（1793年）3月限りで現役を退き、同年7月に式守蝸牛の名で「相撲隠雲解」を著した。文化年間、鞍馬山鬼市右衛門の名で年寄をつとめた（のち廃業）。